# Từ Lợi
Từ Lợi (chữ Hán giản thể: 慈利县) là một huyện thuộc địa cấp thị Trương Gia Giới tỉnh Hồ Nam Cộng hòa Nhân dân Trung Hoa. Huyện này có diện tích 3481 ki-lô-mét vuông, dân số 678.200 người. Mã số bưu chính là 4272xx, mã vùng điện thoại là 0744. Chính quyền huyện đóng ở trấn Linh Dương. Về mặt hành chính, huyện này được chia thành 12 trấn, 4 hương dân tộc.
- Trấn: Linh Dương, Đông Nhạc Quan, Thông Tân Phố, Sam Mộc Kiều, Tượng Thị, Giang 垭, Miêu Thị, Linh Khê, Nham Bạc Độ, Khê Khẩu, Cao Kiều và Long Đàm Hà.
- Hương dân tộc Thổ Gia: Tam Quan Tự, Cao Phong, Hứa Gia Phường, Kim Nham.

## Khí hậu
| Dữ liệu khí hậu của Từ Lợi, elevation 174 m (571 ft), (1991–2020 normals, extremes 1981–present) | Dữ liệu khí hậu của Từ Lợi, elevation 174 m (571 ft), (1991–2020 normals, extremes 1981–present) | Dữ liệu khí hậu của Từ Lợi, elevation 174 m (571 ft), (1991–2020 normals, extremes 1981–present) | Dữ liệu khí hậu của Từ Lợi, elevation 174 m (571 ft), (1991–2020 normals, extremes 1981–present) | Dữ liệu khí hậu của Từ Lợi, elevation 174 m (571 ft), (1991–2020 normals, extremes 1981–present) | Dữ liệu khí hậu của Từ Lợi, elevation 174 m (571 ft), (1991–2020 normals, extremes 1981–present) | Dữ liệu khí hậu của Từ Lợi, elevation 174 m (571 ft), (1991–2020 normals, extremes 1981–present) | Dữ liệu khí hậu của Từ Lợi, elevation 174 m (571 ft), (1991–2020 normals, extremes 1981–present) | Dữ liệu khí hậu của Từ Lợi, elevation 174 m (571 ft), (1991–2020 normals, extremes 1981–present) | Dữ liệu khí hậu của Từ Lợi, elevation 174 m (571 ft), (1991–2020 normals, extremes 1981–present) | Dữ liệu khí hậu của Từ Lợi, elevation 174 m (571 ft), (1991–2020 normals, extremes 1981–present) | Dữ liệu khí hậu của Từ Lợi, elevation 174 m (571 ft), (1991–2020 normals, extremes 1981–present) | Dữ liệu khí hậu của Từ Lợi, elevation 174 m (571 ft), (1991–2020 normals, extremes 1981–present) | Dữ liệu khí hậu của Từ Lợi, elevation 174 m (571 ft), (1991–2020 normals, extremes 1981–present) |
| Tháng                                                                                            | 1                                                                                                | 2                                                                                                | 3                                                                                                | 4                                                                                                | 5                                                                                                | 6                                                                                                | 7                                                                                                | 8                                                                                                | 9                                                                                                | 10                                                                                               | 11                                                                                               | 12                                                                                               | Năm                                                                                              |
| ------------------------------------------------------------------------------------------------ | ------------------------------------------------------------------------------------------------ | ------------------------------------------------------------------------------------------------ | ------------------------------------------------------------------------------------------------ | ------------------------------------------------------------------------------------------------ | ------------------------------------------------------------------------------------------------ | ------------------------------------------------------------------------------------------------ | ------------------------------------------------------------------------------------------------ | ------------------------------------------------------------------------------------------------ | ------------------------------------------------------------------------------------------------ | ------------------------------------------------------------------------------------------------ | ------------------------------------------------------------------------------------------------ | ------------------------------------------------------------------------------------------------ | ------------------------------------------------------------------------------------------------ |
| Cao kỉ lục °C (°F)                                                                               | 22.4 (72.3)                                                                                      | 29.5 (85.1)                                                                                      | 34.7 (94.5)                                                                                      | 37.7 (99.9)                                                                                      | 37.0 (98.6)                                                                                      | 38.8 (101.8)                                                                                     | 41.2 (106.2)                                                                                     | 40.7 (105.3)                                                                                     | 38.8 (101.8)                                                                                     | 35.2 (95.4)                                                                                      | 30.1 (86.2)                                                                                      | 24.4 (75.9)                                                                                      | 41.2 (106.2)                                                                                     |
| Trung bình ngày tối đa °C (°F)                                                                   | 9.6 (49.3)                                                                                       | 12.4 (54.3)                                                                                      | 17.2 (63.0)                                                                                      | 23.4 (74.1)                                                                                      | 27.6 (81.7)                                                                                      | 30.6 (87.1)                                                                                      | 33.6 (92.5)                                                                                      | 33.4 (92.1)                                                                                      | 29.3 (84.7)                                                                                      | 23.6 (74.5)                                                                                      | 18.0 (64.4)                                                                                      | 12.2 (54.0)                                                                                      | 22.6 (72.6)                                                                                      |
| Trung bình ngày °C (°F)                                                                          | 5.6 (42.1)                                                                                       | 8.0 (46.4)                                                                                       | 12.3 (54.1)                                                                                      | 18.0 (64.4)                                                                                      | 22.4 (72.3)                                                                                      | 25.8 (78.4)                                                                                      | 28.6 (83.5)                                                                                      | 28.3 (82.9)                                                                                      | 24.2 (75.6)                                                                                      | 18.6 (65.5)                                                                                      | 13.0 (55.4)                                                                                      | 7.8 (46.0)                                                                                       | 17.7 (63.9)                                                                                      |
| Tối thiểu trung bình ngày °C (°F)                                                                | 2.8 (37.0)                                                                                       | 4.8 (40.6)                                                                                       | 8.6 (47.5)                                                                                       | 13.9 (57.0)                                                                                      | 18.5 (65.3)                                                                                      | 22.3 (72.1)                                                                                      | 24.9 (76.8)                                                                                      | 24.6 (76.3)                                                                                      | 20.7 (69.3)                                                                                      | 15.2 (59.4)                                                                                      | 9.7 (49.5)                                                                                       | 4.7 (40.5)                                                                                       | 14.2 (57.6)                                                                                      |
| Thấp kỉ lục °C (°F)                                                                              | −6.2 (20.8)                                                                                      | −4.6 (23.7)                                                                                      | −2.5 (27.5)                                                                                      | 3.2 (37.8)                                                                                       | 8.9 (48.0)                                                                                       | 12.5 (54.5)                                                                                      | 18.2 (64.8)                                                                                      | 16.5 (61.7)                                                                                      | 12.3 (54.1)                                                                                      | 3.6 (38.5)                                                                                       | −1.1 (30.0)                                                                                      | −4.8 (23.4)                                                                                      | −6.2 (20.8)                                                                                      |
| Lượng Giáng thủy trung bình mm (inches)                                                          | 46.4 (1.83)                                                                                      | 57.7 (2.27)                                                                                      | 89.2 (3.51)                                                                                      | 141.1 (5.56)                                                                                     | 178.0 (7.01)                                                                                     | 218.6 (8.61)                                                                                     | 248.3 (9.78)                                                                                     | 151.4 (5.96)                                                                                     | 85.1 (3.35)                                                                                      | 90.3 (3.56)                                                                                      | 60.2 (2.37)                                                                                      | 28.5 (1.12)                                                                                      | 1.394,8 (54.93)                                                                                  |
| Số ngày giáng thủy trung bình (≥ 0.1 mm)                                                         | 10.2                                                                                             | 10.7                                                                                             | 13.3                                                                                             | 14.1                                                                                             | 14.8                                                                                             | 14.2                                                                                             | 12.9                                                                                             | 11.4                                                                                             | 8.8                                                                                              | 11.1                                                                                             | 9.7                                                                                              | 8.3                                                                                              | 139.5                                                                                            |
| Số ngày tuyết rơi trung bình                                                                     | 4.2                                                                                              | 2.7                                                                                              | 1.2                                                                                              | 0                                                                                                | 0                                                                                                | 0                                                                                                | 0                                                                                                | 0                                                                                                | 0                                                                                                | 0                                                                                                | 0.2                                                                                              | 1.3                                                                                              | 9.6                                                                                              |
| Độ ẩm tương đối trung bình (%)                                                                   | 73                                                                                               | 73                                                                                               | 73                                                                                               | 73                                                                                               | 75                                                                                               | 79                                                                                               | 77                                                                                               | 75                                                                                               | 73                                                                                               | 75                                                                                               | 76                                                                                               | 72                                                                                               | 75                                                                                               |
| Số giờ nắng trung bình tháng                                                                     | 61.2                                                                                             | 62.8                                                                                             | 89.3                                                                                             | 113.8                                                                                            | 125.6                                                                                            | 122.2                                                                                            | 187.0                                                                                            | 184.5                                                                                            | 134.8                                                                                            | 110.5                                                                                            | 97.1                                                                                             | 80.2                                                                                             | 1.369                                                                                            |
| Phần trăm nắng có thể                                                                            | 19                                                                                               | 20                                                                                               | 24                                                                                               | 29                                                                                               | 30                                                                                               | 29                                                                                               | 44                                                                                               | 46                                                                                               | 37                                                                                               | 31                                                                                               | 31                                                                                               | 25                                                                                               | 30                                                                                               |
| Nguồn: China Meteorological Administration                                                       |                                                                                                  |                                                                                                  |                                                                                                  |                                                                                                  |                                                                                                  |                                                                                                  |                                                                                                  |                                                                                                  |                                                                                                  |                                                                                                  |                                                                                                  |                                                                                                  |                                                                                                  |